# واریاسیون‌های سمفونیک (فرانک)

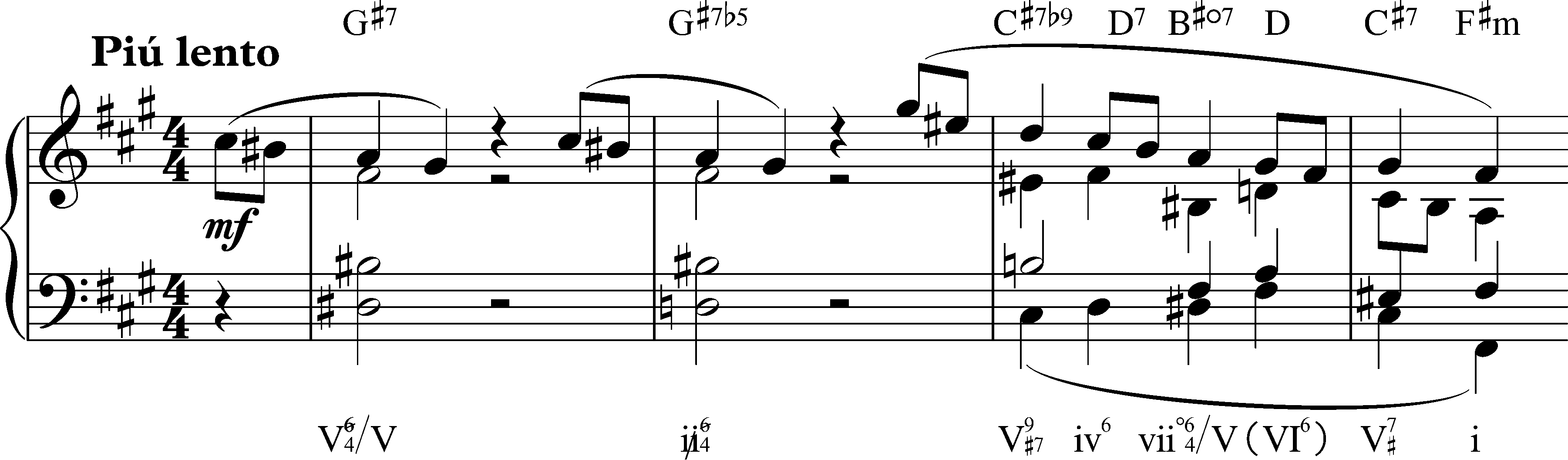
واریاسیون‌های سمفونیک

واریاسیون‌های سمفونیک (به فرانسوی: Variations symphoniques)،‏ M. 46 اثری برای پیانو و ارکستر تصنیف‌شده توسط سزار فرانک (۱۸۲۲–۱۸۹۰)، آهنگ‌ساز فرانسوی، که آن را در سال ۱۸۸۵ پدید آورده‌است. گفته شده که واریاسیون‌های سمفونیک از مستحکم‌ترین آثار اوست که در عین حال کامل هم هست.
این واریاسیون‌ها ترکیبی فوق‌العاده از پیانو و ارکستر و یک اثرِ بی‌عیب‌ونقص و در حدی نزدیک به حد کمال است که یک آهنگ‌ساز آرزو می‌کند در کارش به چنین سرشتی دست یابد!
واریاسیون‌های سمفونیک، مثالی خوب برای استفادهٔ فرانک از یگانگی چرخه‌ای با یک زمینهٔ موسیقایی (تِم) گسترش‌یافته به تِم‌های دیگر است.